# 4642 Murchie
4642 Murchie este un asteroid din centura principală, descoperit pe 23 august 1990 de Henry Holt.